# Зырянка (Красноярский край)
Зыря́нка — деревня Казачинского района Красноярского края.

## География
Находится в 200 километрах от краевого центра. районный центр в 2 километрах.
Деревня стоит в хорошем месте, художники приезжали в прошлом и рисовали этюды. Красивый луг и сосновый бор, величественных деревьев. Приезжая в те места не перестаешь восхищаться красотой природы.

## История
Возраст населенного пункта более 300 лет. В прошлом сильная и прекрасная деревня. В настоящее время практически пустует.

## Население
| 2010 |
| ---- |
| 9    |